# RuPaul
RuPaul Andre Charles (San Diego, 17 de novembro de 1960), mais conhecido simplesmente como RuPaul, é uma drag queen, apresentador, ator, supermodelo e cantor americano, que tornou-se conhecido nos anos 90 quando apareceu em uma grande variedade de programas televisivos, filmes e álbuns musicais. Ele também é conhecido por seu hit internacional "Supermodel (You Better Work)". Previamente, ele havia se fixado na cena das boates de Atlanta e Nova Iorque. Desde 2009, ele produz e apresenta o reality show de competição RuPaul's Drag Race, pela qual recebeu quatro prêmios Emmy, em 2016, 2017, 2018 e 2019, como melhor apresentador de reality show. RuPaul é considerado a drag queen mais bem sucedida comercialmente nos Estados Unidos. Em 2017, ele foi incluído na lista anual da revista Time das 100 pessoas mais influentes do mundo.
Às vezes apresentado como RuPaul Charles, ele fez alguns papéis masculinos. RuPaul se destaca entre drag queens por sua indiferença quanto a seu gênero podendo ser chamado de "ele" ou "ela", como ele mesmo disse: "Você pode me chamar de ele. Você pode me chamar de ela. Você pode me chamar de Regis e Kathie Lee. Eu não ligo! Desde que você me chame." Ele apresentou um talk show na VH1 e atualmente apresenta o reality show RuPaul's Drag Race.

## Biografia
RuPaul nasceu em San Diego, na Califórnia, Estados Unidos, em 17 de novembro de 1960. Seu nome foi dado por sua mãe, Ernestine "Toni" Charles, uma nativa do estado da Louisiana. O "Ru" vem de "roux", um ingrediente usado em gumbo e outros tipos de cozidos e sopas  Em 1967, quando seus pais se divorciaram, ele e suas três irmãs passaram a morar com sua mãe.
Aos 15 anos, mudou-se para Atlanta, Georgia, com sua irmã Renetta para estudar artes cênicas. Nos anos seguintes, RuPaul lutou como músico e cineasta durante os anos 1980. Ele participou do cinema underground, onde ajudou a criar o filme de baixo orçamento Star Booty, e um álbum homônimo. Em Atlanta, RuPaul frequentemente performou no Celebrity Club (gerido por Larry Tee) como dançarino de bar, ou com sua banda, Wee Wee Pole. RuPaul também performou como vocal de apoio para Glen Meadmore com a drag queen Vaginal Davis.
RuPaul iniciou como músico e diretor de filme em Atlanta, Geórgia durante os anos 1980. Ele participou em filmes undergroud, ajudando à criar o filme de baixo orçamento RuPaul Is: Starbooty! e um álbum com o mesmo nome. Em Atlanta, RuPaul também performava na boate Celebrity, gerenciada por Larry Tee, como dançarino de bar ou com sua banda Wee Wee Pole. RuPaul também performou como apoio de voz para Glen Meadmore junto com a drag queen Vaginal Davis. Nos EUA, sua primeira aparição a nível nacional foi em 1989, onde apareceu dançando no clipe "Love Shack" de The B-52's.
No começo dos anos 90, RuPaul trabalhou em clubes na Georgia, e era conhecido por seu nome completo de batismo. Inicialmente participando em performances do estilo gender bender, RuPaul performou solo, e em colaboração com outras bandas em diversas boates de Nova Iorque, com destaque para o Pyramid Club. Apareceu por muitos anos no festival anual de drags Wigstock, bem como no documentário Wigstock: The Movie. Nos anos 90, era conhecido no Reino Unido por suas aparições no seriado Manhattan Cable do Channel 4, um seriado semanal produzido por World of Wonder, e apresentado pela apresentadora americana Laurie Pike, acerca do excêntrico e selvagem sistema de televisão aberta de Nova Iorque.

## Impacto

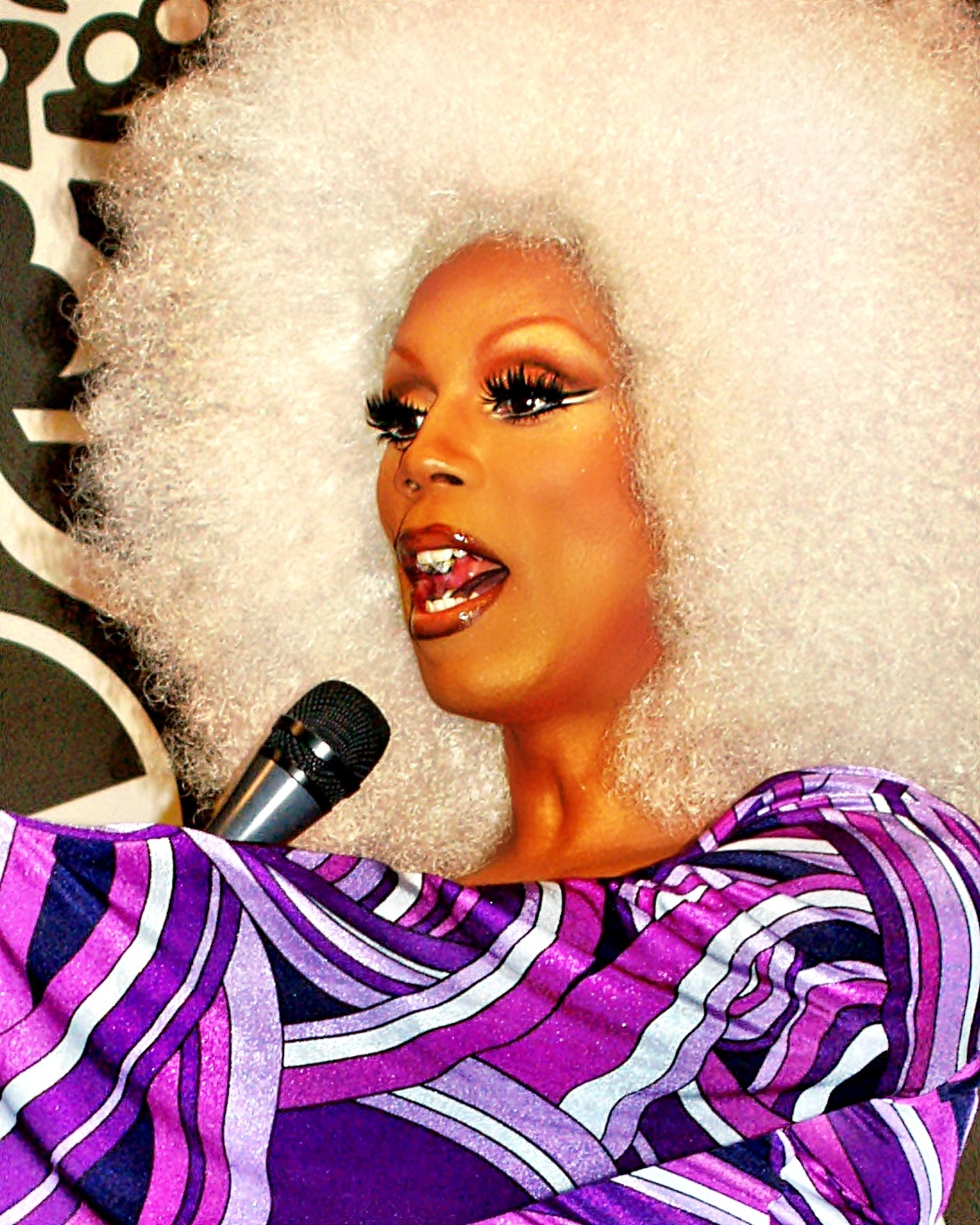
RuPaul como drag queen em 2019.

RuPaul é considerado a drag queen mais bem sucedida comercialmente nos Estados Unidos. A ele são dados os créditos por criar uma maior exposição para as drags da Cultura LGBT na sociedade de massa, e posteriormente, ao sucessivo aumento de audiência de RuPaul's Drag Race. Seu talk show The RuPaul Show foi o primeiro show nacional a ter uma drag como apresentador. Com sua parceira Michelle Visage, ele recebeu, durante os 100 episódios do programa, uma variedade de convidados proeminentes, tais como Cher, Lil' Kim, Ariana Grande, Christina Aguilera, Lady Gaga e Diana Ross. Além de ter uma variedade de esquetes de comédia, o show foi notado por discutir tópicos dos quais não se falava, até então, na televisão dos anos 90, como empoderamento negro, empoderamento feminino, misoginia, e política liberal. Em 1999, RuPaul recebeu o prêmio Vito Russo Award no GLAAD Media Awards por trabalhar pela promoção da igualdade na comunidade LGBT.

## Discografia
Álbuns de estúdio
- Supermodel of the World (1993)
- Foxy Lady (1996)
- Ho Ho Ho (1997)
- Red Hot (2004)
- Champion (2009)
- Glamazon (2011)
- Born Naked (2014)
- Realness (2015)
- Slay Belles (2015)
- Butch Queen (2016)
- American (2017)
- Christmas Party (2018)
- I'm A Winner, Baby (2020)
- Mamaru (2021)

## Filmografia

### Televisão
| Ano             | Título                                                 | Papel                         | Notas                                                        |
| --------------- | ------------------------------------------------------ | ----------------------------- | ------------------------------------------------------------ |
| 1988            | The Gong Show                                          | Ele mesmo                     |                                                              |
| 1993            | Saturday Night Live                                    | Ele mesmo (em drag)           | Convidada Estrela, Episódio: "Charles Barkley/Nirvana"       |
| 1994            | Sister, Sister                                         | Marje                         |                                                              |
| 1995            | In the House                                           | Kevin                         |                                                              |
| 1996–98         | The RuPaul Show                                        | Ele mesmo (em drag)           | Apresentadora                                                |
| 1996–98         | Nash Bridges                                           | Simone Dubois                 | 2 episódios                                                  |
| 1998            | Hercules                                               | Rock Guardian                 | Episódio: "Hercules and the Girdle of Hyppolyte"             |
| 1998            | Sabrina, the Teenage Witch                             | A Bruxa Jurada / Cabeleireira | Episódio: "Sabrina's Choice"                                 |
| 1998            | Walker, Texas Ranger                                   | Bob                           | Episódio: "Royal Heist"                                      |
| 2001            | Popular                                                | Sweet Honey Child             |                                                              |
| 2001            | Port Charles                                           | Madame Alicia                 |                                                              |
| 2001            | Weakest Link                                           | Ele mesmo (em drag)           |                                                              |
| 2002            | Son of the Beach                                       | Heinous Anus                  | creditado como RuPaul Charles                                |
| 2008            | Project Runway                                         | Ele mesmo (em drag)           | Jurada convidada                                             |
| 2009            | Rick & Steve: The Happiest Gay Couple in All the World | Tyler                         |                                                              |
| 2009–presente   | RuPaul's Drag Race                                     | Ele mesmo (em drag)           | Apresentadora                                                |
| 2010            | Ugly Betty                                             | Rudolph                       | Episódio: "Chica and the Man"                                |
| 2010–12         | RuPaul's Drag U                                        | Ele mesmo                     | Apresentadora                                                |
| 2012–presente   | RuPaul's Drag Race: All Stars                          | Ele mesmo (em drag)           | Apresentadora                                                |
| 2013            | Happy Endings                                          | Krisjahn                      | Episódio: "The Incident"                                     |
| 2013            | Life With La Toya                                      | Ele mesmo                     |                                                              |
| 2013            | Lady Gaga and the Muppets Holiday Spectacular          | Ele mesmo (em drag)           | Performance: "Fashion!" ao lado de Lady Gaga                 |
| 2014            | The Face                                               | Ele mesmo                     | Jurado convidado                                             |
| 2014            | Mystery Girls                                          | Emillo                        | Episódio: "Bag Ladies"                                       |
| 2014            | The Comeback                                           | Ele mesmo                     | Episódio: "Valerie Films A Pilot"                            |
| 2014- 2016      | Skin Wars                                              | Ele mesmo                     | Jurado Principal                                             |
| 2015            | Harvey Beaks                                           | Jackie Slitherstein           | Episódio: "Harvey's Favorite Book"                           |
| 2015            | Good Work                                              | Apresentadora                 |                                                              |
| 2015            | Bubble Guppies                                         | Drag Snail                    | Episódio: "Costume Boxing"                                   |
| 2016            | The Muppets                                            | Ele mesmo                     | Episódio: "Got Silk?"                                        |
| 2016            | Gay for Play Game Show Starring RuPaul                 | Ele mesmo                     |                                                              |
| 2016            | The Real O'Neals                                       | Ele mesmo                     | Episódio: "The Real Thang"                                   |
| 2017            | 2 Broke Girls                                          | Ele mesmo                     | Episódio: "And the Riverboat Runs Through It"                |
| 2017            | Animals.                                               | Dr. Labcoat                   | Episódio: "Humans"                                           |
| 2017            | Girlboss                                               | Lionel                        | Elenco Recorrente                                            |
| 2017            | Then and Now with Andy Cohen                           | Ele mesmo                     |                                                              |
| 2017            | BoJack Horseman                                        | Queen Antonia                 | Episódio: "Underground"                                      |
| 2017            | Broad City                                             | Marcel                        | 3 episódios                                                  |
| 2017            | Adam Ruins Everything                                  | Gil                           | 2 episódios                                                  |
| 2018            | Drag Race Thailand                                     | Ele mesmo                     | Convidado                                                    |
| 2018            | The Ellen DeGeneres Show                               | Ele mesmo                     | Convidado                                                    |
| 2018            | Os Simpsons                                            | Queen Chante                  | Voz - Episódio: "Werking Mom"                                |
| 2019            | Grace and Frankie                                      | Benjamin Le Day               | 2 episódios                                                  |
| 2019 - presente | RuPaul's Drag Race: UK                                 | Ele mesmo (em drag)           | Apresentadora                                                |
| 2020            | AJ and the Queen                                       | Ruby Red/ Robert Lincon Lee   | Protagonista; co-criador e produtor executivo - 10 episódios |
| 2020            | Saturday Night Live                                    | Ele Mesmo                     | Convidado Especial                                           |
| 2020- presente  | RuPaul's Secrety Celebrity Drag Race                   | Ele Mesmo                     | Apresentador                                                 |
| 2020            | The Price Is Right at Night                            | Ele Mesmo                     | Convidado Especial                                           |
| 2020            | Muppets Now                                            | Ele Mesmo                     | Convidado Especial                                           |
| 2020            | Earth to Ned                                           | Ele Mesmo                     | Convidado Especial                                           |
| 2021 - presente | RuPaul's Drag Race Down Under                          | Ele Mesmo                     | Apresentadora                                                |
| 2021            | Amphibia                                               | Mrs X.                        | Voz - 2 episódios                                            |
| 2021            | Jimmy Kimmel Live!                                     | Ele Mesmo                     | Convidado Especial - 2 episódios                             |
| 2021            | Chigaco Party Aunt                                     | Gideon                        | Voz - 8 episódios                                            |
| 2022- presente  | RuPaul's Drag Race: UK vs the World                    | Ele Mesmo                     | Apresentadora                                                |

### Filmes
| Ano  | Título                                           | Papel              |
| ---- | ------------------------------------------------ | ------------------ |
| 1987 | RuPaul Is: Starbooty!                            | Starbooty          |
| 1994 | Crooklyn                                         | Connie             |
| 1995 | The Brady Bunch Movie                            | Mrs. Cummings      |
| 1995 | Wigstock: The Movie                              | Ele mesmo          |
| 1995 | Blue in the Face                                 | Dançarina          |
| 1995 | To Wong Foo, Thanks for Everything! Julie Newmar | Rachel Tensions    |
| 1995 | Red Ribbon Blues                                 | Duke               |
| 1995 | A Mother's Prayer                                | Deacon "Dede"      |
| 1996 | Fled                                             | Ele mesmo          |
| 1996 | A Very Brady Sequel                              | Mrs. Cummings      |
| 1998 | An Unexpected Life                               | Charles            |
| 1999 | EDtv                                             | RuPaul             |
| 1999 | But I'm a Cheerleader                            | Mike               |
| 2000 | The Eyes of Tammy Faye                           | Narrador           |
| 2000 | The Truth About Jane                             | Jimmy              |
| 2000 | For the Love of May                              | Jimbo              |
| 2001 | Who is Cletis Tout?                              | Ginger Markum      |
| 2005 | Dangerous Liaisons                               | Ele mesmo          |
| 2006 | Zombie Prom: The Movie                           | Delilah Strict     |
| 2007 | Starrbooty                                       | Starrbooty/Cupcake |
| 2008 | Another Gay Sequel: Gays Gone Wild               | Tyrell Tyrelle     |
| 2016 | Hurricane Bianca                                 | Homem do Tempo     |
| 2018 | Show Dogs                                        | Persephone (voz)   |
| 2019 | Trixie Mattel: Moving Parts                      | Ele Mesmo          |
| 2021 | The Bitch Who Stole Christmas                    | Hannah Contour     |

### Filmes curtos
| Ano  | Título                                                   | Papel          |
| ---- | -------------------------------------------------------- | -------------- |
| 1983 | The Blue Boy Terror                                      |                |
| 1983 | Wild Thing                                               |                |
| 1983 | Terror II                                                |                |
| 1984 | Terror 3D                                                |                |
| 1986 | Mahogany II                                              |                |
| 1986 | Psycho Bitch                                             |                |
| 1986 | American Porn Star                                       |                |
| 1987 | Voyeur                                                   |                |
| 1987 | Police Lady                                              |                |
| 1989 | Cupcake                                                  |                |
| 1989 | Vampire Hustlers                                         |                |
| 1989 | Beauty                                                   |                |
| 1997 | Shantay                                                  | Shantay        |
| 1999 | Rick and Steve: The Happiest Gay Couple in All the World | Daryl.com      |
| 2004 | Skin Walker                                              |                |
| 2006 | Zombie Prom                                              | Delilah Strict |
| 2008 | How We Got Over                                          |                |

## Prêmios e indicações
| Ano  | Categoria                                          | Associação                       | Resultado |
| ---- | -------------------------------------------------- | -------------------------------- | --------- |
| 1993 | Best Dance Video – "Supermodel (You Better Work)"  | MTV Video Music Awards           | Indicado  |
| 1999 | GLAAD Vito Russo Award                             | GLAAD Media Awards               | Venceu    |
| 2010 | Outstanding Reality Program – RuPaul's Drag Race   | GLAAD Media Awards               | Venceu    |
| 2010 | Best New Indulgence – RuPaul's Drag Race           | NewNowNext Awards                | Venceu    |
| 2012 | Best Reality Show Host - RuPaul's Drag Race        | Critics' Choice Television Award | Indicado  |
| 2012 | Best Reality Show Judge/Host - RuPaul's Drag Race  | TV.com's Best of 2012 Awards     | Venceu    |
| 2013 | Best Reality Show Host - RuPaul's Drag Race        | Critics' Choice Television Award | Indicado  |
| 2013 | Best Dressed Reality TV judge - RuPaul's Drag Race | Entertainment Weekly             | Venceu    |
| 2016 | Best Reality Show Host - RuPaul's Drag Race        | Emmy do Primetime                | Venceu    |
| 2017 | Best Reality Show Host - RuPaul's Drag Race        | Emmy do Primetime                | Venceu    |
| 2018 | Best Reality Show Host - RuPaul's Drag Race        | Emmy do Primetime                | Venceu    |
| 2019 | Best Reality Show Host - RuPaul's Drag Race        | Emmy do Primetime                | Venceu    |
| 2020 | Best Reality Show Host - RuPaul's Drag Race        | Emmy do Primetime                | Venceu    |
| 2021 | Best Reality Show Host - RuPaul's Drag Race        | Emmy do Primetime                | Venceu    |
| 2022 | Best Reality Show Host - RuPaul's Drag Race        | Emmy do Primetime                | Venceu    |